# Властимировичи
Властими́ровичи (серб. Властимировићи), также Вишеславичи (серб. Вишеславићи) — первая сербская княжеская династия, правившая Сербским княжеством.
По легенде, основателем династии был неизвестный правитель, под предводительством которого сербы в VII веке покинули свою прародину — Белую Сербию — и пришли на Балканы. Первым известным представителем этого рода является живший в VIII веке князь Вишеслав. Династия названа по имени его потомка Властимира, который консолидировал страну. Также он стал фактически первым из сербских правителей, чья деятельность была зафиксирована в источниках.

## История
Во второй половине VIII — первой половине IX века в центре сербских земель — Рашке существовало уже государственное объединение. Первый известный князь сербов на Балканах — Вишеслав, его имя записано в исторических документах того времени. Он правил с 730 по 780 год, а после него трон наследовал его сын Радослав. Радослав был князем Сербии с 780 по 822 год. Во время правления его сына Просигоя, в соседней Паннонской Хорватии было организовано восстание Людевита Посавского. После его разгрома Людевит сближается с Просигоем. Сын Просигоя, Властимир, был первым сербским правителем, о котором рассказывают несколько средневековых источников, он считается основателем династии Властимировичей.
К моменту правления Властимира, по словам Константина Багрянородного, славянские племена, населявшие западную часть Балканского полуострова, уже отпали от Византии, «сделались самостоятельными и независимыми, не покоряясь никому». Складывавшемуся Сербскому государству пришлось вести тяжёлую борьбу с сильными соседями — Болгарией и Византией. Усилившаяся с начала IX века Болгария подчинила себе Срем и правый берег Дуная, после чего попыталась овладеть Сербией. Но после продолжавшейся три года войны Властимиру удалось отразить нападение болгар. Дочь Властимира вышла замуж за Краину, сына жупана Белое Травунийского. Вследствие этого брака Белое и Краина признали верховную власть Властимира, что возвело его в ранг князя. Всё это свидетельствует о том, что в середине IX века сербское государство было уже достаточно обширным и сильным в военном отношении.

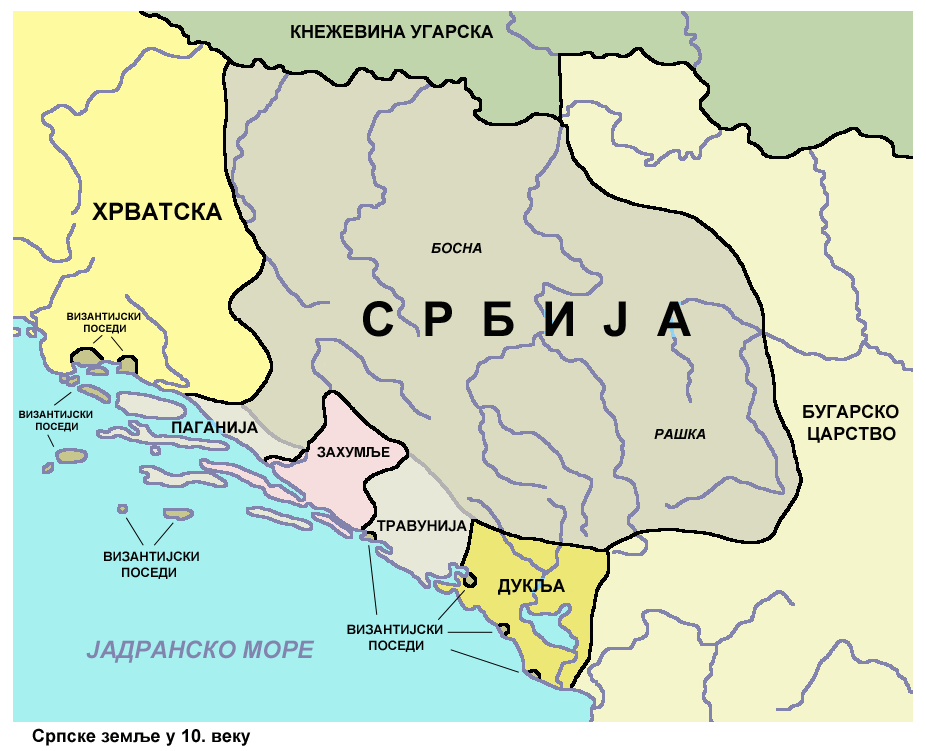
Сербия времён князя Петара Гойниковича и князя Часлава Клонимировича в X веке

Наследниками Властимира были три его сына — Мутимир, Строимир и Гойник, поделившие между собой владения отца. Спустя некоторое время после их воцарения болгары попытались взять реванш за прошлое поражение и вновь атаковали Сербию, однако были разбиты совместными силами Мутимира и его братьев. Сын болгарского хана Бориса Владимир и еще 12 бояр попали в плен к сербам. При заключении мира пленные были возвращены Болгарии. Место их передачи — город Рас, по мнению историка Симы Чирковича, сообщает, что в этом месте тогда была восточная граница Сербского княжества. Во время правления Мутимира и его братьев была завершена христианизация Сербии. При этом, родившихся около 870 года внуков Властимира Петра Гойниковича и Стефана Мутимировича назвали уже христианскими именами. Вскоре после победы над болгарами между сербскими князьями началась жестокая борьба за власть, способствовавшая ослаблению государственного единства. Византия, рассчитывая создать в лице сербов противовес усиливавшейся Болгарии, старалась подчинить сербских правителей своему влиянию. Мутимиру удалось опираясь на поддержку Византии победить братьев, нашедших убежище в Болгарии (около 872 года). Перед своей кончиной в 891 году Мутимир передал престол одному из своих сыновей — Первославу, который правил вместе с братьями Браном и Стефаном. Около 892 года Петр Гойникович вернулся в страну во главе хорватского войска и поддерживаемый византийским императором. Ему удалось свергнуть сыновей Мутимира, которые бежали в Хорватию. Предположительно, он отказался вознаградить хорватов за помощь и уже в 894 году Бран Мутимирович при поддержке хорватской армии попытался вернуть престол, но был разбит. В 896 году попытку свергнуть Петра Гойниковича предпринял его двоюродный брат Клонимир Строимирович. Он вторгся в Сербию с территории Болгарии и сумел захватить Достинику — одну из сербских крепостей. Сербскому войску удалось отбить её назад, а Клонимира в бою убил сам Петр Гойникович. Отразив попытки сыновей Мутимира и Строймира занять сербский престол, Петр Гойникович правил в Рашке вплоть до 917 года, когда после победы над Византией болгарский князь, позднее ставший царём, Симеон сверг его. После этого сербский престол стали занимать ставленники болгар — Павел Бранович и Захарий Првославич, которые, однако, недолго оставались верными болгарскому царю. В 924 году Симеон послал в Сербию крупное войско, которое опустошило страну. Значительная часть населения была уведена в Болгарию, жупаны взяты заложниками. Сербские земли вошли в состав Болгарского царства.

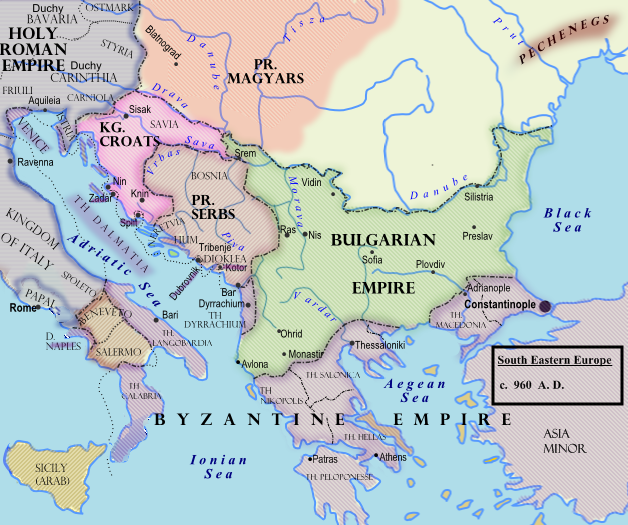
Чаславова Сербия около 950 года.

Другим центром государственного объединения сербов в начале X веке стало Захумье, где в это время правил князь Михаил Вишевич, ведший в отношении своих соседей довольно ловкую политику. Стараясь отразить попытки Петра Гойниковича укрепиться в приморских областях, Михаил Вишевич установил дружеские отношения с Симеоном и оказывал ему всевозможные услуги. Около 916 года он сообщил Симеону о тайных переговорах сербов из Рашки с византийцами, которые склоняли Петра Гойниковича совместно с венграми выступить против Болгарии.

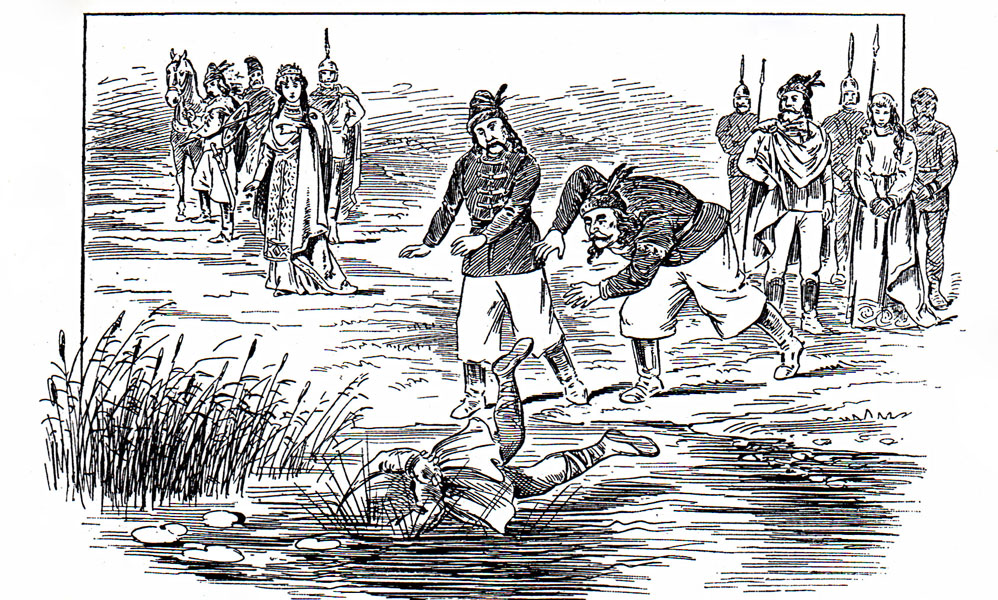
Смерть князя Часлава

После смерти царя Симеона в Болгарском царстве начался острый внутренний кризис, сопровождавшийся феодальными смутами и восстаниями. Изменившаяся политическая ситуация заставила захумского князя отойти от союза с болгарами и стать под защиту Византии. Как союзник он получил от империи высокий византийский титул. Начавшееся ослабление Болгарии облегчило восстановление самостоятельного государства в Рашке. Вскоре после смерти царя Симеона один из членов сербской княжеской фамилии — Часлав Клонимирович, находившийся при болгарском дворе, вместе с четырьмя сербскими жупанами бежал на родину. Это произошло в 927 или 928 году. Опираясь на поддержку Византии, Часлав освободил сербские земли от власти болгар. Стремясь сделать сербов противовесом своим опасным соседям — болгарам и хорватам — Византия всемерно помогала восстановлению Сербского государства, которое быстро окрепло и территориально расширилось. В состав владений Часлава Клонимировича, кроме Рашки, входили Босния и Травуния.
О судьбе государства Часлава Клонимировича, как и Захумского княжества, во второй половине X века не сохранилось никаких сведений. Предположительно, вскоре после гибели Часлава в бою с венграми (в 50-х годах X века) созданное им государство стало распадаться. Например, Босния в это время уже не входила в его состав. Она признала власть Византии и Венгрии. Во главе её стоял бан.

## Представители династии

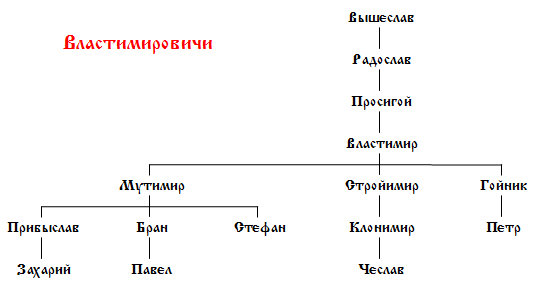
Властимировичи

В источниках упоминаются следующие представители династии:
- Вишеслав
- Радослав Вишеславич
- Просигой
- Властимир
- Мутимир
- Строимир
- Гойник
- Первослав
- Бран Мутимирович
- Стефан Мутимирович
- Клонимир Строимирович
- Петар Гойникович
- Павле Бранович
- Захарий Первославлевич
- Часлав Клонимирович